# 安提戈涅 (拉俄墨冬之女)
安提戈涅（希臘語：Ἀντιγόνη，/ænˈtɪɡəni/，ann-TIG-ə-nee）是希腊神话中特洛伊君主拉俄墨冬的女儿，也是普里阿摩斯的异父姐妹。

## 神话
安提戈涅是一位美丽的姑娘。一天，她宣称自己的头发比女神赫拉的还要漂亮。赫拉被激怒后，随手将安提戈涅的头发变成了蛇。可怜的女孩向众神求救，一位神把她变成了鹳。此后以后，鹳以蛇为食。